# Batman Forever
Batman Forever (Brasil: Batman Eternamente / Portugal: Batman Para Sempre[carece de fontes?]) é um filme estadunidense de 1995, produzido por Tim Burton e dirigido por Joel Schumacher. Baseado no personagem Batman da DC Comics, com Val Kilmer substituindo Michael Keaton no papel principal. O enredo é focado em Batman tentando impedir Duas-Caras (Tommy Lee Jones) e o Charada (Jim Carrey), em seu esquema de vilão para drenar as informações de todos os cérebros em Gotham City. Ele ganha fidelidade da psicóloga Chase Meridian (Nicole Kidman) e do órfão Dick Grayson (Chris O'Donnell).
O filme tem uma mudança de tom em relação aos filmes anteriores, mais familiar, já que a Warner Bros considerou que o filme anterior, Batman Returns (1992), teve um desempenho fraco nas bilheterias devido à sua violência e tons sombrios. A produção foi conturbada, com muitos atores considerados para o papel principal, e Kilmer entrou em conflitos com o diretor e o resto da equipe. Batman Forever recebeu críticas tanto positivas quanto negativas após o seu lançamento, mas foi um sucesso com o público, rendendo mais de 336 milhões dólares em todo o mundo e tornando-se o segundo filme de maior bilheteria de 1995.

## Enredo
Em Gotham City, Batman intervém em uma situação de reféns em um assalto de banco causado por Duas-Caras, o alter ego do promotor que foi desfigurado, Harvey Dent. Dent está prendendo um guarda de segurança como refém e quando Batman vem salva-lo, Duas-Caras prende os dois em um cofre, arrastando para fora do prédio pendurado em seu helicóptero por uma corrente. O cofre começa a encher de ácido, mas Batman usa o aparelho auditivo do segurança para destravar o cofre. Dentro do helicóptero, Duas-Caras vê a capa de Batman acima da tela de vento. Dent atira nele e acaba matando o piloto. Harvey usa um paraquedas para sair do helicóptero que estava voando em direção a estatua da liberdade de Gotham (similar a de Nova York). Batman pula para fora pouco antes do helicóptero se acidentar com a estátua da liberdade e explodir. No dia seguinte, Edward Nygma, um pesquisador da Wayne Enterprises, está desenvolvendo um dispositivo para a televisão, diretamente para o cérebro de uma pessoa; Bruce Wayne (com quem Nygma é obcecado) conhece a invenção de Nygma, e embora este faça de tudo para convencê-lo a aceitar o projeto e iniciar uma parceria, Bruce rejeita a invenção, observando que "levanta muitas perguntas". Sentindo-se rejeitado pela pessoa de Bruce, Nygma deixa de ser seu fã e passa a odiá-lo, planejando provar que pode ser superior a ele. Na noite do mesmo dia, o chefe de Nygma tenta encerrar o projeto, mas Nygma o faz de cobaia para testar a máquina. Após voltar do transe, o chefe demite Nygma e ameaça processá-lo, mas este lança o chefe em direção á janela e em seguida o assassina (fazendo com que pareça um suicídio) e se demite do cargo na Wayne Enterprises fingindo estar traumatizado com o ocorrido, embora ele deixa um enigma lá.
Após a reunião com a psicóloga Dr. Chase Meridian, Bruce convida ela para um evento de circo. Lá, Duas-Caras e sua tempestade de capangas dominam o evento em uma tentativa de descobrir a identidade secreta de Batman, que Bruce tenta revelar, mas não pode devido à multidão gritando, no processo, uma família de acrobatas chamada Os Graysons Voadores são assassinados, caindo mortalmente quando seus trapézios são cortados. O membro mais jovem, Dick, sobrevive e atira a bomba de Duas-Caras no rio. Bruce assume a responsabilidade de Dick e lhe permite ficar na Mansão Wayne. Dick declara que sua intenção é de matar o Duas-Caras e vingar o assassinato de sua família, e quando ele descobre a identidade secreta de Bruce como Batman, ele insiste em se tornar seu parceiro, "Robin", Bruce recusa a oferta arduamente para evitar que o jovem siga seu próprio caminho conturbado. Apesar da relutância de Bruce em aceitar Dick como parceiro, o rapaz ainda assim tenta convencer, e incentivado pelo mordomo Alfred(que ainda acredita no potencial de Dick), se prova valente, ágil e habilidoso, inclusive se aproveitando de algumas situações inusitadas para se mostrar um herói, sobrando para Bruce socorrê-lo quando se encontra na pior situação.
Enquanto isso, Nygma se torna um criminoso conhecido como o "Charada" e torna-se aliado de Duas-Caras, prometendo descobrir a identidade de Batman, ele envia a Bruce dois enigmas adicionais conforme o tempo passa. O dispositivo de Nygma, o Vox, tem um único efeito colateral, o que lhe permite acessar suas ondas cerebrais, o que lhe permite descobrir todos os segredos que as pessoas possuem, aumentando a sua própria inteligência e conhecimento. Edward revela um dispositivo avançado em uma festa de negócios, e é capaz de descobrir a identidade secreta de Bruce. Duas-Caras, em seguida, ataca o partido e quase enterra Batman vivo, mas, Robin chega bem a tempo de salvar a sua vida. Bruce continua a negar a ter Dick como seu parceiro, indo tão longe a ponto de desistir de seu posto como o Cavaleiro das Trevas para desencorajar Dick, bem como perseguir um relacionamento com Chase, a quem ele pretende contar seu segredo, já que ela está em dúvidas entre namorar Bruce ou Batman, por não saber que os dois são a mesma pessoa. No entanto, Duas-Caras e Charada vão até a Mansão Wayne no Halloween, agora sabendo que Bruce é Batman, logo após Bruce revelar sua identidade para Chase. O Charada entra na Batcaverna e destrói a maioria dos equipamentos enquanto os capangas de Duas-Caras enfrentam Bruce. Logo depois os dois vilões sequestram Chase depois que Bruce é baleado na cabeça por um tiro de Duas-Caras. Também deixa um último enigma para Bruce. Enquanto isso, Chase é algemada em um sofá no covil de Charada.
Depois de despertar e resolver o último enigma, usando todas as respostas para determinar quem é Charada, Bruce finalmente aceita ter Dick como parceiro, então Batman e Robin localizam o covil do Charada, onde ambos são separados ao chegar na ilha. Robin encontra Duas-Caras e se engaja em combate, quase derrubando o vilão para ser morto. Robin mostra misericórdia e auxiliares para Duas-Caras, mas é feito de refém quando o vilão puxa uma arma. Batman é capaz de se infiltrar com sucesso a torre, ao que o Charada revela que Robin e Chase estão ambos como reféns, amarrados e amordaçados em frascos gigantes acima de um poço de água e picos de metal. O Charada diz a Batman, que ele só pode salvar um refém, mas percebendo que eles estão todos condenados provavelmente, independentemente de quem ele escolha, ele neutraliza o Charada com um enigma de sua autoria, utilizando a distração para destruir o dispositivo de ondas cerebrais de coleta, revertendo o seu efeito sobre o Charada e enviando em um colapso mental no processo. Batman é capaz de resgatar Robin e Chase enquanto caiam para serem mortos, só para descobrir que Duas-Caras estava sobre eles com uma arma. Batman convence Duas-Caras de usar sua moeda pela uma última vez, então, ele joga um punhado de dólares de prata pelo ar, fazendo com que o Duas-Caras se confunda, assim tentando procurar sua própria moeda e perdendo o seu equilíbrio no processo, assim ele acaba caindo para sua morte. De volta ao topo da torre, Batman encontra um ressacado e debilitado Charada, devido ao colapso que sofrera, e ao olhar diretamente nos olhos do vilão, este tem um surto de pânico, dando a entender que adquiriu o horror a morcegos. O Charada é finalmente enviado para o Asilo Arkham, e Chase é convidada a consultar sobre o seu caso. Charada se oferece para revelar a identidade de Batman para ela, apenas a alegação de que ele é o Batman. Chase então encontra Bruce Wayne lá fora, o beija e diz-lhe que o seu segredo está seguro. Batman finalmente aceita Robin definitivamente como seu parceiro oficial.[carece de fontes?]

## Elenco
- Val Kilmer como Bruce Wayne/Batman: Depois de ler todo o diário de seu pai, ele começa a questionar seu ato de vingança. Bruce luta com sua dupla identidade como um combatente do crime, tornando-se romanticamente envolvido com a Dra. Chase Meridian. No Brasil, ele é dublado por Fábio Moura na versão VHS e Marco Antônio Costa na versão para TV e no DVD.
- Tommy Lee Jones como Harvey Dent/Duas-Caras: Anteriormente o bom promotor público de Gotham City, metade do rosto de Dent é marcado com ácido durante a convicção de um chefão do crime. Enlouquecendo, ele se torna o criminoso Duas-Caras, tendo como maior obsessão assassinar o Batman. O vilão prometeu a si mesmo não desistir até que o herói esteja morto. Duas-Caras refere-se a si mesmo na primeira pessoa do plural ("Nós vamos", "Nós queremos"...). É dublado por Carlos Silveira na versão para VHS e Júlio Chaves na versão para TV e DVD.
- Jim Carrey como Dr. Edward Nigma/O Charada: Um ex-empregado da Wayne Enterprises, Edward é demitido após criar sua mais recente invenção, é pessoalmente rejeitado por Bruce Wayne. Ele se torna o vilão Charada, deixando enigmas e puzzles em cenas de crime. Ele é dublado por Élcio Sodré na versão VHS e Marco Ribeiro na versão para TV e no DVD.
- Nicole Kidman como Drª. Chase Meridian: Uma psicóloga e um interesse amoroso para Bruce Wayne. Chase é fascinada pela natureza dual do Batman. Ela é descrita como uma donzela em perigo no clímax. Dublada por Eleonora Prado na versão VHS e Miriam Ficher na versão para TV e no DVD.
- Chris O'Donnell como Dick Grayson/Robin: Um acrobata de circo, Dick é adotado por Bruce após Duas Caras matar seus pais e seu irmão em um evento de circo. Bruce se lembra de quando seus pais foram assassinados quando vê a mesma vingança em Dick, e decide levá-lo em sua proteção. Ele finalmente descobre a Batcaverna e a identidade secreta de Bruce. Em seu rastro, ele se torna seu parceiro no combate à criminalidade, Robin. É dublado por Hermes Barolli na versão VHS e Manolo Rey na versão para TV e DVD.
- Michael Gough como Alfred Pennyworth: O mordomo fiel da família Wayne e confidente de Bruce. Alfred também faz amizade com o jovem Dick Grayson. É dublado por Aldo César na versão para VHS e Waldir Fiori na versão para TV e DVD.
- Pat Hingle como James Gordon: O Comissário da Polícia de Gotham City. É dublado por Walter Breda na versão para VHS e Orlando Drummond na versão para TV.
- Drew Barrymore e Debi Mazar como Sugar e Spice: Assistentes de Duas-Caras. Dubladas por Marta Volpiani e Vanessa Alves na versão VHS.
- Elizabeth Sanders como Fofoca Gerty: A colunista de fofocas de Gotham.
- René Auberjonois como Dr. Burton: O chefe e médico do Asilo Arkham.
- Joe Grifasi como O Guarda do Banco: Refém de Duas-Caras, durante a cena de abertura. É dublado por Hamilton Ricardo.
- Ofer Samra como Chefe Maroni: Um chefe de crime que joga ácido no rosto de Harvey Dent.
- Ed Begley, Jr. como Fred Stickley: O supervisor de Edward Nygma e o mal-humorado da Wayne Enterprises. Depois que Stickley descobre a verdadeira natureza da invenção de Nygma, acaba por demitir este, que o mata e faz com que pareça suicídio. Dublado por Felipe Di Nardo na versão VHS.

## Produção

### Desenvolvimento
Apesar de Batman Returns ter sido um sucesso financeiro, a Warner Bros sentiu que o filme deveria ter feito mais dinheiro e decidiu fazer um filme para a série que designa o pensamento ou gosto corrente da maioria da população. Tim Burton, que dirigiu os dois filmes anteriores, foi convidado a se restringir ao papel de produtor e Joel Schumacher foi aprovado como diretor. Schumacher afirmou que ele originalmente tinha em mente uma adaptação da revista Batman: Year One de Frank Miller. O estúdio rejeitou a ideia já que eles queriam uma continuação, não uma pré-sequência ou reinicialização, mas Schumacher foi capaz de incluir eventos muito breves sobre o passado de Bruce Wayne. Schumacher contratou Lee e Janet Scott-Batchler para escrever o roteiro, que introduziu um Charada psicótico com um rato de estimação que o acompanha. Os elementos da história e grande parte do diálogo ainda permanececiam no filme liquidado, embora Schumacher sentiu que poderia ser "iluminado para baixo." Ele contratou Akiva Goldsman, que ele já tinha trabalhado em The Client, para escrever a segunda versão.
A produção passou por um caminho rápido com Rene Russo no elenco como Dr. Chase Meridian. Michael Keaton decidiu não reprisar seu papel como Batman, porque ele não gostou da nova direção da série de filmes. Keaton também queria seguir "papéis mais interessantes" , voltando para baixo de $ 15 milhões para aparecer em Batman Forever. Val Kilmer foi escalado dias depois, e os cineastas decidiram que Russo era velha demais para Kilmer, substituindo-a para uma atriz diferente. Schumacher ficou interessado em Kilmer como Batman, após vê-lo em Tombstone, eo ator aceitou o papel sem sequer ler o roteiro ou saber quem era o novo diretor. Antes de Val Kilmer ser contratado, Daniel Day-Lewis, Ralph Fiennes, William Baldwin e Johnny Depp estavam sob consideração para substituir Michael Keaton.
Robin Wright Penn, Jeanne Tripplehorn e Linda Hamilton estavam em competição para o papel de Dr. Chase Meridian, com Penn sendo uma escolha favorável. Nicole Kidman foi finalmente escalada. Sandra Bullock foi convidada para fazer o papel da Chase Meridian mas recusou. Mesmo que Billy Dee Williams tenha assumido o papel de Harvey Dent no primeiro filme, porque ele estava ansioso para retratar Duas Caras, em uma continuação, Schumacher escalou no elenco Tommy Lee Jones no papel. Jones foi sempre a primeira escolha de Schumacher para o papel depois de trabalharem juntos em The Client. Jones afirma que o roteiro foi enviado a ele e foi muito cauteloso em aceitar , mas aceitou o papel porque o Duas-Caras era o personagem favorito de seu filho. Micky Dolenz foi um dos primeiros concorrentes para o Charada. Enquanto Robin Williams expressou interesse no papel , Jim Carrey foi finalmente escalado no papel. Robin apareceu no roteiro de Batman Returns, mas foi excluído devido a "muitos personagens." Marlon Wayans foi escalado para o papel, e assinou para aparecer em Batman Forever. Mas decidiram substituir Wayans para um ator diferente; Leonardo DiCaprio e Chris O'Donnell tornaram-se as duas melhores escolhas, com O'Donnell ganhando o papel. Mitchell Gaylord serviu como o dublê de O'Donnell.

### Filmagens
As filmagens começaram em setembro de 1994. Schumacher contratou Barbara Ling para o desenho de produção, alegando que o filme precisava de uma  "força" e sentiu que Ling podia "avançar sobre ela." Schumacher queria um projeto que não era para ser de alguma forma conectado aos filmes de Tim Burton, ao invés disso se inspirando nas revistas em quadrinhos do Batman da década de 1940 e 1950 e daquela arquitetura de Nova York da década de 1930, com uma combinação de Tóquio moderno. Ele também queria  uma "cidade com personalidade", com mais estátuas, assim como várias quantidades de néon. O Batmóvel também foi reformulado, tendo dois  carros construídos, um para fins de dublês e outro para close-ups com ambos apresentando um motor V8.
Schumacher teve problemas em trabalhar com Kilmer durante as filmagens, a quem ele descreveu como "infantil e impossível", relatando que ele também teve problemas com vários tripulantes, e se recusou a falar com Schumacher durante duas semanas depois que o diretor lhe disse para parar de se comportar de maneira rude. Schumacher também mencionou Tommy Lee Jones como fonte de problemas: "Jim Carrey era um cavalheiro, e Tommy Lee foi ameaçado por ele que eu estou cansado de defender em excesso, os atores privilegiados economicamente peço que eu não vou trabalhar com eles novamente..." 

### Desenho e efeitos
Rick Baker projetou a maquiagem protética. John Dykstra, Andrew Adamson e Jim Rygiel serviram como supervisores de efeitos visuais, juntamente com Pacific Data Images que também contribuiu com o trabalho de efeitos visuais. PDI proporcionou um Batman gerado por computador para acrobacias complicadas.  Para o figurino, o produtor Peter MacGregor-Scott afirmou que 146 trabalhadores estavam juntos em um ponto de trabalho. O traje de Batman foi redesenhado ao longo das linhas de uma forma mais "MTV orgânico, e mais ousado toque" para o processo. Edição e mixagem de som foi co-supervisionado por Bruce Stambler e Levesque John, que incluiu visitas na caverna para gravar sons de morcegos.

### Música
Schumacher contratou Elliot Goldenthal para compor a trilha sonora antes mesmo da  primeira versão do roteiro ser escrita. Schumacher não queria que Goldenthal se inspirasse nas trilhas sonoras de Danny Elfman, ele contratou o compositor para escrever uma outra peça orquestral.
A trilha sonora foi bem sucedida comercialmente, vendendo cópias quase tão caras como a trilha sonora de Prince para o filme Batman de 1989. Apenas cinco das canções da trilha sonora são de destaque no filme, o resto são estritamente 'inspirado'. Os singles da trilha sonora inclui "Hold Me, Thrill Me, Kiss Me, Kill Me", de U2 e "Kiss from a Rose", de Seal, sendo que ambas foram nomeadas para o MTV Movie Awards. "Kiss from a Rose" (cujo vídeo foi também dirigido por Joel Schumacher) também alcançou #1 nas paradas das EUA. A trilha sonora própria, com músicas adicionais por The Flaming Lips, Brandy (ambas músicas também foram incluídas no filme), Method Man, Nick Cave, Michael Hutchence (de INXS), PJ Harvey, e Massive Attack, foi uma tentativa de fazer o filme mais "pop" de acordo com o produtor Peter MacGregor-Scott.

## Lançamento

### Crítica e Bilheteria
O filme recebeu críticas mistas pelo Rotten Tomatoes, tendo 41% de aprovação pela crítica especializada e 39% por parte de audiência. Batman Forever inaugurou em 2842 cinemas nos Estados Unidos em 16 de junho de 1995, fazendo 52,78 milhões dólares em seu fim de semana de abertura. Este foi o fim de semana de  maior abertura de todos os tempos até aquele momento. O filme passou a bruta de 184,03 milhões dólares na América do Norte, e 152,5 milhões dólares em países internacionais, totalizando 336,53 milhões dólares. Batman Forever foi declarado como um enorme sucesso financeiro. O filme ganhou mais dinheiro do que seu antecessor, Batman Returns, e foi o segundo filme de maior bilheteria de 1995, atrás de Toy Story, nos Estados Unidos.

### Prêmios e indicações
No Oscar 1996, a 68ª edição do prêmio, Batman Forever foi nomeado nas categorias de Fotografia, Som (Donald O. Mitchell, Frank A. Montaño,Michael Herbick e Petur Hliddal) e edição de som. "Hold Me, Thrill Me, Kiss Me, Kill Me " por U2 foi indicado para o Globo de Ouro de Melhor Canção Original, mas também foi indicado para o Framboesa de Ouro de Pior Canção de Ouro. No Saturn Awards, o filme foi nomeado para Melhor Filme de Fantasia, Make-up , Efeitos Especiais e Figurino. Compositor Elliot Goldenthal recebeu uma indicação ao prêmio Grammy. Batman Forever recebeu seis indicações ao MTV Movie Awards 1996.

### Merchandising
Além de uma grande linha de brinquedos e figuras de ação da Kenner, a rede internacional de lanchonetes McDonald lançou vários colecionáveis e canecas para coincidir com o lançamento do filme. Peter David e Alan Grant escreveu romantizações separadas do filme. Dennis O'Neil escreveu uma adaptação de quadrinhos, com arte de Michal Dutkiewicz.